# Erythrogonia duplicata
Erythrogonia duplicata är en insektsart som beskrevs av Melichar 1926. Erythrogonia duplicata ingår i släktet Erythrogonia och familjen dvärgstritar. Inga underarter finns listade i Catalogue of Life.